# 1955 dans les chemins de fer
Chronologie des chemins de fer
1954 dans les chemins de fer - 1955 - 1956 dans les chemins de fer

## Évènements

### Mars
- 21 mars, Europe : accord relatif à l'établissement de tarifs directs internationaux ferroviaires dans le cadre de la CECA (Communauté européenne du charbon et de l'acier).
- 28 mars, France : la locomotive électrique CC 7107 (Alsthom) de la SNCF atteint 320,6 km/h, record du monde, sur la ligne des Landes entre Facture et Morcenx (1,5 kV, courant continu).
- 29 mars, France : locomotive électrique BB 9004 (Jeumont-Schneider), réédite l'exploit de la veille à 331 km/h, sur la même ligne des Landes (la SNCF voulait assurer le même traitement à ses deux fournisseurs).

### Juin
- 3 juin, Europe : suppression générale de la 3e classe dans les trains.

### Octobre
- 18 octobre, France : électrification de la ligne de La Roche-sur-Foron à Saint-Gervais-les-Bains-Le Fayet.